# Zach Thomas (baloncestista)
Zachary Ryan "Zach" Thomas (Maplewood, Minnesota, 21 de junio de 1996) es un baloncestista estadounidense que actualmente juega en Wilki Morskie Szczecin de la Polska Liga Koszykówki polaca. Con 2,01 metros de estatura, juega en la posición de ala-pívot.

## Trayectoria deportiva

### Universidad
Jugó durante cuatro temporadas con los Bison de la Universidad Bucknell, en las que promedió 14,4 puntos, 6,6 rebotes y 2,1 asistencias por partido. En sus dos últimas temporadas fue incluido en el mejor quinteto de la Patriot League, y en 2018 fue además elegido Jugador del Año.

### Profesional
Tras no ser elegido en el Draft de la NBA de 2018, disputó las Ligas de Verano de la NBA con los Utah Jazz. El 27 de julio firmó su primer contrato profesional con el Okapi Aalstar de la Pro Basketball League, la primera división del baloncesto belga. En su primera temporada en el equipo, ejerciendo como titular, promedió 14,9 puntos y 6,0 rebotes por partido.
El 6 de enero de 2021, firma por el Wilki Morskie Szczecin de la Polska Liga Koszykówki polaca hasta el final de la temporada.